# Thomas Keller (Maler)
Thomas Keller (* 19. November 1922 in Riehen; † 19. Februar 1995 in Basel) war ein Schweizer Maler, Grafiker, Kunstpädagoge und Gestalter von Basler Künstlerlarven.

## Leben und Werk
Thomas Keller war ein Sohn des Redaktors und Autors Hans Wilhelm Keller (1897–1980). Er wuchs im Umfeld der Anthroposophen in Dornach auf. Sein Vater schrieb in dieser Zeit ein Essay über die «Individualität», während seine Mutter, eine Adlige aus Schaffhausen, am Goetheanum Eurythmie studierte. Als sein Vater 1933 eine Anstellung als Redaktor bei der Schweizerischen Depeschenagentur unter Ferdinand Kugler annahm, zog die Familie nach Basel. Kugler beobachtete und berichtete 1933 kritisch über den Reichstagsbrandprozess und war im «Basler Widerstand» tätig.
Keller absolvierte das Gymnasium am Münsterplatz und besuchte von 1939 bis 1944 an der Allgemeinen Gewerbeschule Basel den Vorkurs und anschliessend die Grafikklasse. Seine Lehrer waren Walter Bodmer, Hermann Eidenbenz und Theo Eble. Zudem nahm er bei Georg Schmidt Kurse in Kunstgeschichte, die ihn nachhaltig prägten. 1945 war Keller ein Schüler in der Malklasse von Heinrich Müller. Von ihm lernte er die Laternen-Maltechnik, das Modellieren von Fasnachtslarven und die Herstellung von Dekorationsbauten. Zudem vermittelte er Keller Aufträge für die Fasnacht.
Ab 1940 war er fester Mitarbeiter für das alljährliche Zyschdigfescht (Fasnachtsdienstag) der Gruppe 33, in die er 1965 aufgenommen wurde. Zudem war er ein Mitbegründer der Fasnachtsclique Kuttlebutzer. Seine Frau Evi, die er 1957 heiratete, gründete die Broggehysler-Clique – ein freies, vom Basler Totentanz inspiriertes Fasnachtszüglein. Zusammen hatten sie die Töchter Christine und Valerie.
Keller war von 1956 bis 1967 für das Larvenatelier Tschudin tätig und von 1956 bis 1958 deren Atelierchef und Larvenbauer. Ab 1958 unterrichtete er als Fachlehrer an der Allgemeinen Gewerbeschule Basel. Von 1966 bis 1968 war er als Passivmitglied der Künstlergruppe Kreis 48 und von 1974 bis 1976 als Vertreter der Gruppe 33 Jurymitglied des Kunstkredit Basel-Stadt.
Keller war als Ausstellungsgrafiker oft im Ausland tätig und kam dadurch mit verschiedenen Kulturen in Berührung. Zudem gestaltete er für das Museum der Kulturen Basel Ausstellungen und wurde in seiner Arbeit von Meret Oppenheim, Max Kämpf und Otto Abt ermutigt. Ab 1964 schuf Keller erste experimentelle Collagen und Strukturen-Bilder. Bei Fritz Baumann erlernte Keller das Arbeiten mit Schablonen, in der Art, wie sie die Kubisten verwendet haben. Ab 1967 entstanden erste Assemblagen.
Thomas Keller hatte grosses Interesse für die Völker der Dritten Welt, insbesondere fühlte er sich zu den afroamerikanischen Kulturen Südamerikas hingezogen. So war seine «Bibel» das Buch von Willi Baumeister Das Unbekannte in der Kunst. 1973 hielt er sich zusammen mit seiner Frau für längere Zeit in Brasilien auf und verarbeitete seine Eindrücke von Musik und Malerei in seinen «Trommelbildern». Die Verbindung von Musik und Malerei und die Fragen nach dem Dahinter und dem Ausserhalb der wahrnehmbaren Realität sowie das animistische Weltbild bilden wesentliche Elemente in seiner Kunst. Kellers zeitkritische Bilder wirken hingegen düster und pessimistisch.

## Ausstellungen
- 1956: Nationale Kunstausstellung in der Basler Mustermesse
- 1969: Kunstverein «Collage» in Binningen
- 1970: Kunsthauskeller in Biel
- 1971: Galerie Ebnet in Therwil
- 1972: Galerie Atrium in Reinach
- 1976, 1979: Galerie «zem Specht» in Basel